# La Clapera (Vallfogona de Ripollès)
La Clapera és una muntanya de 1.367 metres que es troba al municipi de Vallfogona de Ripollès, a la comarca catalana del Ripollès.